# Brachyglene elongata
Brachyglene elongata är en fjärilsart som beskrevs av Erich Martin Hering 1925. Brachyglene elongata ingår i släktet Brachyglene och familjen tandspinnare. Inga underarter finns listade i Catalogue of Life.